# 971

## أحداث
- نهاية الغزو السفياتوسلافي لبلغاريا في 971 والتي بدأت في 967.
- فيلق من الفيلة الحربية في الصين تُهزم في مملكة شمال هان الصينية من قبل قوت أسرة سونغ الحاكمة بواسطة القوس المستعرض.

## مواليد
- محمود الغزنوي